# Serixia triplagiata
Serixia triplagiata är en skalbaggsart som beskrevs av Stefan von Breuning 1955. Serixia triplagiata ingår i släktet Serixia och familjen långhorningar. Inga underarter finns listade i Catalogue of Life.